# Minuartia sedoides
Minuartia sedoides — вид квіткових рослин з родини гвоздикових (Caryophyllaceae). Ареал: Австрія, Словаччина, Франція, Андорра, Німеччина, Ліхтенштейн, Англія, Італія, Польща, Румунія, Іспанія, Швейцарія, Словенія, Хорватія, Чорногорія.

## Середовище
Цей субальпійський вид населяє скелясті й трав'янисті місцевості. 

## Біоморфологічний опис
Утворює щільні подушки 2–6 см заввишки. Листки вузьколанцетні, 3–6 мм завдовжки, здебільшого голі. Квітки поодинокі на коротких ніжках. Без пелюсток. Чашолистків 5, вільні, 1.5–3 мм завдовжки, жовто-зелені. Коробочка до удвічі довша за чашечку. Період цвітіння: липень і серпень. 2n=26,48,52.